# Danh sách phim điện ảnh Hàn Quốc năm 2013
Đây là danh sách bộ phim Hàn Quốc đã được phát hành tại rạp trong nước vào năm 2013.

## Doanh thu phòng vé
Các bộ phim Hàn Quốc có doanh thu cao nhất được phát hành vào năm 2013, tính theo tổng doanh thu phòng vé nội địa, như sau:
| Thứ hạng | Tiêu đề                        | Đơn vị phân phối         | Tổng doanh thu nội địa |
| -------- | ------------------------------ | ------------------------ | ---------------------- |
| 1        | Điều kì diệu ở phòng giam số 7 | Next Entertainment World | $74,307,039            |
| 2        | The Attorney                   | Next Entertainment World | $67,350,466            |
| 3        | Chuyến tàu băng giá            | CJ Entertainment         | $54,472,112            |
| 4        | Thuật xem tướng                | Showbox                  | $53,644,719            |
| 5        | Hồ sơ Berlin                   | CJ Entertainment         | $42,550,486            |
| 6        | Secretly, Greatly              | Showbox                  | $39,578,129            |
| 7        | 90 phút kinh hoàng             | Lotte Cultureworks       | $32,402,238            |
| 8        | Hide and Seek                  | Next Entertainment World | $32,184,474            |
| 9        | Truy lùng siêu trộm            | Next Entertainment World | $32,011,160            |
| 10       | New World                      | Next Entertainment World | $28,356,744            |

## Phát hành
| Phát hành   | Tiêu đề tiếng Anh                              | Tiêu đề tiếng Hàn               | Đạo diễn | Diễn viên | Số lượng vé bán ra | Tham khảo |
| ----------- | ---------------------------------------------- | ------------------------------- | --- | --- | ------------------ | --------- |
| 3 tháng 1   | A Boy's Sister                                 | 누나                            | Lee Won-sik | Sung Yu-ri, Lee Joo-seung                                                                                               | 1,365              | [ 3 ]     |
| 3 tháng 1   | Moksha: The World or I, How Does That Work?    | 모크샤                          | Koo Seong-joo                                                                                                   | Jang Hyuk-jin, Park Gil-soo                                                                                             |                    |           |
| 3 tháng 1   | Ohayo Sapporo                                  | 오하이오 삿포로                 | Kim Seong-joon                                                                                                  | Soy, Tae In-ho |                    |           |
| 9 tháng 1   | Man on the Edge                                | 박수건달                        | Jo Jin-kyu | Park Shin-yang, Kim Jung-tae, Uhm Ji-won                                                                                | 3,893,216          | [ 4 ]     |
| 9 tháng 1   | A Wonderful Moment                             | 마이 리틀 히어로                | Kim Seong-hoon                                                                                                  | Kim Rae-won, Ji Dae-han                                                                                                 | 183,650            | [ 5 ]     |
| 17 tháng 1  | B-E-D                                          | 베드                            | Park Chul-soo                                                                                                   | Jang Hyuk-jin, Lee Min-ah                                                                                               | 274                | [ 6 ]     |
| 17 tháng 1  | Horny Family                                   | 배꼽                            | Park Bo-sang | Lee Mi-sook, Kim Seung-woo                                                                                              |                    |           |
| 23 tháng 1  | Điều kì diệu ở phòng giam số 7                 | 7번방의 선물                    | Lee Hwan-kyung                                                                                                  | Ryu Seung-ryong, Kal So-won, Park Shin-hye                                                                              | 12,811,206         | [ 7 ]     |
| 23 tháng 1  | Pororo: Đường đua mạo hiểm                     | 뽀로로 슈퍼썰매 대모험          | Park Young-gyun                                                                                                 | Lee Seon, Lee Mi-ja | 931,344            | [ 8 ]     |
| 24 tháng 1  | Sea of Butterflies                             | 나비와 바다                     | Park Bae-il | | 1,088              |           |
| 30 tháng 1  | Hồ sơ Berlin                                   | 베를린                          | Ryoo Seung-wan                                                                                                  | Ha Jung-woo, Han Suk-kyu, Ryoo Seung-bum, Jun Ji-hyun                                                                   | 7,166,290          | [ 9 ]     |
| 31 tháng 1  | The Etudes of Love                             | 그여자 그남자의 속사정          | Lee Yoon-hyung                                                                                                  | Jung Da-hye, Yeon Je-wook, Seo Ji-seok                                                                                  | 494                |           |
| 31 tháng 1  | A Fish                                         | 물고기                          | Park Hong-min                                                                                                   | Lee Jang-hoon, Kim Seon-bin                                                                                             | 447                |           |
| 31 tháng 1  | The Three Musketeers                           | 삼총사: 용감한 친구들           | Lee Jong-gwan                                                                                                   | Nam Do-hyeong, Im Kyeong-myeong                                                                                         |                    |           |
| 4 tháng 2   | No Cave                                        | 반달곰                          | Lee Jeong-hong                                                                                                  | Choi Kyeong-joon, Kang Yeon-jeong                                                                                       | 123                |           |
| 6 tháng 2   | South Bound                                    | 남쪽으로 튀어                   | Yim Soon-rye | Kim Yoon-seok, Oh Yeon-soo                                                                                              | 832,894            | [ 10 ]    |
| 14 tháng 2  | Fool                                           | 바보야                          | Kang Seong-ok                                                                                                   | Stephen Kim Sou-hwan | 17,243             |           |
| 14 tháng 2  | From Seoul to Varanasi                         | 불륜의 시대                     | Jeon Kyu-hwan                                                                                                   | Yoon Dong-hwan, Choi Won-jung                                                                                           | 1,496              |           |
| 14 tháng 2  | Goodbye Homerun                                | 굿바이 홈런                     | Lee Jung-ho | | 1,952              |           |
| 14 tháng 2  | Nghệ thuật cua trai                            | 남자사용설명서                  | Lee Won-suk | Lee Si-young, Oh Jung-se                                                                                                | 507,913            | [ 11 ]    |
| 21 tháng 2  | An Ethics Lesson                               | 분노의 윤리학                   | Park Myung-rang                                                                                                 | Lee Je-hoon, Cho Jin-woong                                                                                              | 225,618            | [ 12 ]    |
| 21 tháng 2  | New World                                      | 신세계                          | Park Hoon-jung                                                                                                  | Lee Jung-jae, Hwang Jung-min, Choi Min-sik                                                                              | 4,682,492          | [ 13 ]    |
| 21 tháng 2  | Sunshine Boys                                  | 1999, 면회                      | Kim Tae-gon | Kim Chang-hwan, Shim Hee-seop                                                                                           | 3,009              |           |
| 28 tháng 2  | Behind the Camera                              | 뒷담화: 감독이 미쳤어요         | E J-yong | Youn Yuh-jung, Park Hee-soon                                                                                            | 5,178              | [ 14 ]    |
| 28 tháng 2  | Nobody's Daughter Haewon                       | 누구의 딸도 아닌 해원           | Hong Sang-soo                                                                                                   | Jung Eun-chae, Lee Sun-kyun                                                                                             | 35,396             | [ 15 ]    |
| 7 tháng 3   | The Gifted Hands                               | 사이코메트리                    | Kwon Ho-young                                                                                                   | Kim Kang-woo, Kim Bum                                                                                                   | 534,273            | [ 16 ]    |
| 7 tháng 3   | Jury                                           | 주리                            | Kim Dong-ho | Ahn Sung-ki, Kang Soo-yeon                                                                                              | 968                | [ 17 ]    |
| 7 tháng 3   | Kisses                                         | 키스                            | Kang Ho-joon, Kim Jin-hee, Hwang Hee-seong, Seo Yong-ho, Lee Jung-won, Moon In-dae, Lee Hyun-chul, Kim Doo-heon | Kim Min-gyu, Yoo Ji-hye                                                                                                 | 545                |           |
| 14 tháng 3  | Beautiful Miss Jin                             | 미스진은 예쁘다                 | Jang Hee-cheol                                                                                                  | Jeon Seon-mi, Ha Hyeon-gwan                                                                                             | 1,453              |           |
| 14 tháng 3  | Học trò xã hội đen                             | 파파로티                        | Yoon Jong-chan                                                                                                  | Lee Je-hoon, Han Suk-kyu                                                                                                | 1,716,429          | [ 18 ]    |
| 14 tháng 3  | When Winter Screams                            | 설인                            | Lee Samuel | Kim Tae-hoon, Ji Woo | 581                |           |
| 14 tháng 3  | Your Time Is Up                                | 누구나 제 명에 죽고 싶다        | Kim Sung-hyun                                                                                                   | Choi Won-young | 334                |           |
| 21 tháng 3  | Calling 4                                      | 소명 하늘의 별                  | Shin Hyeon-won                                                                                                  | | 10,163             |           |
| 21 tháng 3  | Eating, Talking, Faucking                      | 생생활활                        | Park Chul-soo                                                                                                   | Oh In-hye, Lee Deok-hwa                                                                                                 | 126                |           |
| 21 tháng 3  | Jiseul                                         | 지슬                            | O Muel | Lee Kyeong-joon, Hong Sang-pyo                                                                                          | 144,146            | [ 19 ]    |
| 21 tháng 3  | A Journey with Korean Masters                  | 마스터 클래스의 산책            | Lee Jang-ho, Lee Doo-yong, Park Chul-soo, Byun Jang-ho, Chung Ji-young                                          | Yang Taek-jo, Lee Geung-young                                                                                           |                    | [ 20 ]    |
| 21 tháng 3  | Very Ordinary Couple                           | 연애의 온도                     | Roh Deok | Kim Min-hee, Lee Min-ki                                                                                                 | 1,865,195          | [ 21 ]    |
| 28 tháng 3  | Following Sand River                           | 모래가 흐르는 강                | Jiyul Sunim | | 10,742             | [ 22 ]    |
| 28 tháng 3  | Good Friends                                   | 좋은 친구들                     | Jin Hyung-tae                                                                                                   | Yeon Jung-hoon, Lee Ji-hoon, Kazuki Kitamura                                                                            | 1,083              |           |
| 3 tháng 4   | Jeju Prayer                                    | 비념                            | Im Heung-soon                                                                                                   | Kang Sang-hee, Han Shin-hwa                                                                                             | 1,712              | [ 23 ]    |
| 4 tháng 4   | Running Man                                    | 런닝맨                          | Jo Dong-oh | Shin Ha-kyun | 1,422,844          | [ 24 ]    |
| 4 tháng 4   | In My End Is My Beginning                      | 끝과 시작                       | Min Kyu-dong | Uhm Jung-hwa, Kim Hyo-jin, Hwang Jung-min                                                                               | 37,585             | [ 25 ]    |
| 8 tháng 4   | Self-Referential Traverse                      | 철의 여인                       | Kim Gok, Kim Sun                                                                                                | Jung Ah-young, Pyo Sang-woo                                                                                             |                    |           |
| 10 tháng 4  | Tay đấm huyền thoại                            | 전설의 주먹                     | Kang Woo-suk | Hwang Jung-min, Yoo Jun-sang, Yoon Je-moon                                                                              | 1,744,585          | [ 26 ]    |
| 17 tháng 4  | The Final Addiction                            | 마지막 중독                     | Lee Se-il | Kim Ji-won, Lee Min-woo                                                                                                 |                    |           |
| 18 tháng 4  | Azooma                                         | 공정사회                        | Lee Ji-seung | Jang Young-nam | 14,448             | [ 27 ]    |
| 18 tháng 4  | Fetus 3D                                       | 태아 3D                         | Pyo Man-seok | | 593                |           |
| 18 tháng 4  | The Girl Princes                               | 왕자가 된 소녀들                | Kim Hye-jung | Jo Keung-aeng, Kim Jin-jin, Park Mi-sook                                                                                | 1,404              | [ 28 ]    |
| 18 tháng 4  | Norigae                                        | 노리개                          | Choi Seung-ho                                                                                                   | Ma Dong-seok, Lee Seung-yeon, Min Ji-hyun                                                                               | 168,872            | [ 29 ]    |
| 24 tháng 4  | Dream Affection 2                              | 몽정애 2 - 기막힌 상상          | Lee Se-il | Yoon Je-hoon, Kang Yoo-ki                                                                                               |                    |           |
| 30 tháng 4  | One Perfect Day                                | 사랑의 가위바위보               | Kim Jee-woon | Yoon Kye-sang, Park Shin-hye                                                                                            |                    | [ 30 ]    |
| 1 tháng 5   | Born to Sing                                   | 전국노래자랑                    | Lee Jong-pil | Kim In-kwon, Ryu Hyun-kyung                                                                                             | 978,413            | [ 31 ]    |
| 9 tháng 5   | Mái ấm gia đình                                | 고령화 가족                     | Song Hae-sung                                                                                                   | Park Hae-il, Gong Hyo-jin                                                                                               | 1,141,222          | [ 32 ]    |
| 9 tháng 5   | Hard to Say                                    | 말로는 힘들어                   | Lee Kwang-kuk                                                                                                   | Kim Sae-byuk, Lee Dal                                                                                                   |                    | [ 33 ]    |
| 16 tháng 5  | Dear Dolphin                                   | 환상속의 그대                   | Kang Jin-a | Lee Hee-joon, Lee Young-jin, Han Ye-ri                                                                                  | 6,466              | [ 34 ]    |
| 16 tháng 5  | Happiness for Sale                             | 미나문방구                      | Jeong Ik-hwan                                                                                                   | Choi Kang-hee, Bong Tae-gyu                                                                                             | 334,323            | [ 35 ]    |
| 16 tháng 5  | Montage                                        | 몽타주                          | Jeong Keun-seob                                                                                                 | Uhm Jung-hwa, Kim Sang-kyung                                                                                            | 2,095,592          | [ 36 ]    |
| 16 tháng 5  | Where Are to Go?                               | 어디로 갈까요?                  | Jin Seung-hyun                                                                                                  | Yoo Gun, Kim Gyu-ri | 36                 | [ 37 ]    |
| 23 tháng 5  | Century of Stimulus                            | 자극의 세기                     | Jung Gil-young, Park Sung-hyun, Song Dong-il                                                                    | Go Myung-hwan, Kwon Tae-won                                                                                             |                    |           |
| 23 tháng 5  | Forest Dancing                                 | 춤추는 숲                       | Kang Seok-pil                                                                                                   | Lee Chang-hwan, Yoo Chang-bok                                                                                           | 8,056              |           |
| 23 tháng 5  | On the Road: Bhikkuni Buddhist Nuns            | 길위에서                        | Lee Chang-jae                                                                                                   | | 53,273             |           |
| 24 tháng 5  | Misaeng                                        | 미생                            | Kim Tae-hee, Son Tae-gyum                                                                                       | Yim Si-wan, Changmin, Baro                                                                                              |                    |           |
| 30 tháng 5  | El Condor Pasa                                 | 콘돌은 날아간다                 | Jeon Soo-il | Cho Jae-hyun, Bae Jeong-hwa                                                                                             | 371                |           |
| 30 tháng 5  | Farewell                                       | 작별들                          | Kim Baek-joon                                                                                                   | Joo Da-young, Lee Joo-seung                                                                                             |                    |           |
| 30 tháng 5  | Siêu sao gặp hạn                               | 뜨거운 안녕                     | Nam Taek-soo | Lee Hongki, Ma Dong-seok                                                                                                | 46,310             | [ 38 ]    |
| 30 tháng 5  | Sleepless Night                                | 잠 못 드는 밤                   | Jang Kun-jae | Kim Su-hyeon, Kim Ju-ryeong                                                                                             | 1,957              | [ 39 ]    |
| 5 tháng 6   | Horror Stories 2                               | 무서운 이야기 2                 | Min Kyu-dong, Kim Sung-ho, Kim Hwi, Jung Bum-sik                                                                | Lee Se-young, Park Sung-woong, Sung Joon, Lee Soo-hyuk, Baek Jin-hee, Kim Seul-gi, Go Kyung-pyo, Kim Ji-won             | 495,522            | [ 40 ]    |
| 5 tháng 6   | Secretly, Greatly                              | 은밀하게 위대하게               | Jang Cheol-soo                                                                                                  | Kim Soo-hyun, Park Ki-woong, Lee Hyun-woo                                                                               | 6,959,083          | [ 41 ]    |
| 6 tháng 6   | Mai Ratima                                     | 마이 라띠마                     | Yoo Ji-tae | Park Ji-soo, Bae Soo-bin                                                                                                | 6,712              | [ 42 ]    |
| 6 tháng 6   | Miss Cherry's Love Puzzle                      | 앵두야, 연애하자                | Jung Ha-rin | Ryu Hyun-kyung, Ha Si-eun                                                                                               | 2,213              | [ 43 ]    |
| 9 tháng 6   | The Shadow                                     | 그림자                          | Kim Hyeon-ho | Lee Woo-seok, Park Ji-young                                                                                             |                    |           |
| 13 tháng 6  | You Are More Than Beautiful                    | 그녀의 연기                     | Kim Tae-yong | Park Hee-soon, Gong Hyo-jin                                                                                             | 3,209              | [ 44 ]    |
| 20 tháng 6  | Doctor                                         | 닥터                            | Kim Seong-hong                                                                                                  | Kim Chang-wan, Bae Soo-eun                                                                                              | 67,812             | [ 45 ]    |
| 20 tháng 6  | Holly                                          | 홀리                            | Park Byeong-hwan                                                                                                | Bang Minah, Shin-ee, Jung Ae-yeon                                                                                       | 1,499              | [ 46 ]    |
| 20 tháng 6  | The Puppet                                     | 꼭두각시                        | Kwon Young-rak                                                                                                  | Lee Jong-soo, Gu Ji-seong                                                                                               | 31,338             |           |
| 27 tháng 6  | Cheer Up, Mr. Lee                              | 힘내세요, 병헌씨                | Lee Byung-heon                                                                                                  | Hong Wan-pyo, Yang Hyun-min                                                                                             | 2,965              |           |
| 27 tháng 6  | Kỳ án truyện tranh                             | 더 웹툰: 예고살인               | Kim Yong-gyun                                                                                                   | Lee Si-young, Um Ki-joon                                                                                                | 1,201,033          | [ 47 ]    |
| 3 tháng 7   | Truy lùng siêu trộm                            | 감시자들                        | Cho Ui-seok, Kim Byeong-seo                                                                                     | Sol Kyung-gu, Jung Woo-sung, Han Hyo-joo                                                                                | 5,508,017          | [ 48 ]    |
| 4 tháng 7   | 48m                                            | 48미터                          | Min Baek-doo | Park Hyo-joo, Lee Jin-hee                                                                                               | 12,971             |           |
| 11 tháng 7  | Big Good                                       | 경복                            | Choi Si-hyung                                                                                                   | Choi Si-hyung, Han Ye-ri                                                                                                |                    |           |
| 11 tháng 7  | Kong's Family                                  | 콩가네                          | Nam Ki-woong | Kim Byung-ok, Yoon Da-kyeong                                                                                            | 263                |           |
| 11 tháng 7  | Pluto                                          | 명왕성                          | Shin Su-won | Lee David, Sung Joon, Kim Kkot-bi                                                                                       | 16,420             | [ 49 ]    |
| 11 tháng 7  | Super Fish - An Endless Adventure              | 슈퍼피쉬 - 끝없는 여정          | Lee Ji-woon, Lee Ki-yeon, Song Woong-dal                                                                        | | 2,040              |           |
| 17 tháng 7  | Mr. Go                                         | 미스터 고                       | Kim Yong-hwa | Xu Jiao, Sung Dong-il                                                                                                   | 1,328,890          | [ 50 ]    |
| 18 tháng 7  | We Were There                                  | 우리는 그곳에 있었다            | June Park | | 1,202              |           |
| 25 tháng 7  | District 820                                   | 군사통제구역 820지대            | Gu Mo | Greena Park, Lee Seung-jin                                                                                              | 136                |           |
| 25 tháng 7  | The Ring of Life                               | 링                              | Lee Jin-hyeok                                                                                                   | Park Hyun-sung, Park Joo-young                                                                                          | 1,371              |           |
| 31 tháng 7  | 90 phút kinh hoàng                             | 더 테러 라이브                  | Kim Byung-woo                                                                                                   | Ha Jung-woo, Lee Geung-young                                                                                            | 5,584,146          | [ 51 ]    |
| 31 tháng 7  | Young Mother                                   | 젊은 엄마                       | Kong Ja-kwan | Lee Eun-mi, Joo In-cheol                                                                                                |                    |           |
| 1 tháng 8   | Chuyến tàu băng giá                            | 설국열차                        | Bong Joon-ho | Chris Evans, Song Kang-ho                                                                                               | 9,349,991          | [ 52 ]    |
| 1 tháng 8   | Yellow Hair - Plastic Sex                      | 노랑머리 - 플라스틱 섹스        | Lee Se-il | Min Shin-ae, Seong Yoon-ah                                                                                              | 600                |           |
| 8 tháng 8   | Old Men Never Die                              | 죽지않아                        | Hwang Cheol-min                                                                                                 | Lee Bong-gyu, Han Eun-bi                                                                                                | 911                | [ 53 ]    |
| 8 tháng 8   | Super Show 4 3D                                | 슈퍼쇼4 3D                      | Yoo Ho-jin | Super Junior | 2,630              | [ 54 ]    |
| 14 tháng 8  | The Bluff                                      | 허풍                            | Kong Ja-kwan | Lee Jeong-gil, Kim Dong-soo                                                                                             | 471                |           |
| 14 tháng 8  | Đại dịch cúm                                   | 감기                            | Kim Sung-su | Soo Ae, Jang Hyuk | 3,119,023          | [ 55 ]    |
| 14 tháng 8  | Hide and Seek                                  | 숨바꼭질                        | Huh Jung | Son Hyun-joo, Moon Jung-hee                                                                                             | 5,604,104          | [ 56 ]    |
| 14 tháng 8  | Let's Go to Rose Motel                         | 가자! 장미여관으로              | Shin Jung-gyun                                                                                                  | Sung Eun-chae, Yeo Min-jung                                                                                             | 8,127              |           |
| 15 tháng 8  | The Big Picture                                | 그리고 싶은 것                  | Kwon Hyo | Kim Yoon-duk, Shim Dal-yeon                                                                                             | 4,765              | [ 57 ]    |
| 15 tháng 8  | Let Me Out                                     | 렛 미 아웃                      | Jae Soh, Kim Chang-rae                                                                                          | Kwon Hyun-sang, Park Hee-von                                                                                            | 667                | [ 58 ]    |
| 22 tháng 8  | Anti Gas Skin                                  | 방독피                          | Kim Gok, Kim Sun                                                                                                | Jo Young-jin, Jang Liu                                                                                                  | 448                |           |
| 22 tháng 8  | Fatal                                          | 가시꽃                          | Lee Don-ku | Nam Yeon-woo, Yang Jo-ah                                                                                                | 1,684              |           |
| 22 tháng 8  | There Is No Beautiful Farewell                 | 아름다운 이별은 없다            | Lee Sang-hwa | Go Soo-hyeon, Hwang Jeong-ah                                                                                            | 200                |           |
| 29 tháng 8  | Game of Desire                                 | 욕망의 유희                     | Lee Se-il | Kang Se-mi, Kim Won-seok                                                                                                |                    |           |
| 29 tháng 8  | Our Ex-Girlfriends                             | 우리들의 헤어진 여자친구        | Lee Kwang-ho | Joo Young-ho, Oh Yeon-jae                                                                                               | 235                |           |
| 29 tháng 8  | Playboy Bong                                   | 아티스트 봉만대                 | Bong Man-dae | Bong Man-dae, Kwak Hyeon-hwa                                                                                            | 13,466             |           |
| 29 tháng 8  | Private Island                                 | 일탈여행: 프라이빗 아일랜드     | Han Sang-hee | Son Eun-seo, Shin So-yul                                                                                                | 2,999              |           |
| 5 tháng 9   | 33Li                                           | 33리                            | Cho Seung-yeon                                                                                                  | Top Bob, Kim Min-kyeong                                                                                                 |                    |           |
| 5 tháng 9   | Miss Change                                    | 미스체인지                      | Jung Cho-shin                                                                                                   | Lee Soo-jung, Song Sam-dong                                                                                             | 4,981              |           |
| 5 tháng 9   | Moebius                                        | 뫼비우스                        | Kim Ki-duk | Cho Jae-hyun, Seo Young-joo                                                                                             | 34,708             | [ 59 ]    |
| 5 tháng 9   | Over and Over Again                            | 개똥이                          | Kim Byung-joon                                                                                                  | Song Sam-dong, Lee Eun-kyeong                                                                                           | 640                |           |
| 5 tháng 9   | Project Cheonan Ship                           | 천안함 프로젝트                 | Baek Seung-woo                                                                                                  | Kang Shin-il | 20,261             | [ 60 ]    |
| 5 tháng 9   | Điệp viên sợ vợ                                | 스파이                          | Lee Seung-jun                                                                                                   | Sol Kyung-gu, Moon So-ri, Daniel Henney                                                                                 | 3,435,801          | [ 61 ]    |
| 11 tháng 9  | Thuật xem tướng                                | 관상                            | Han Jae-rim | Song Kang-ho, Lee Jung-jae                                                                                              | 9,134,586          | [ 62 ]    |
| 12 tháng 9  | Love in 42.9                                   | 낭만파 남편의 편지              | Choi Wi-an | Kim Jae-man, Shin So-hyun                                                                                               | 955                |           |
| 12 tháng 9  | Our Sunhi                                      | 우리선희                        | Hong Sang-soo                                                                                                   | Jung Yu-mi, Lee Sun-kyun, Kim Sang-joong, Jung Jae-young                                                                | 68,697             | [ 63 ]    |
| 19 tháng 9  | The Russian Novel                              | 러시안 소설                     | Shin Yeon-shick                                                                                                 | Kang Shin-hyo, Kyung Sung-hwan                                                                                          | 5,338              | [ 64 ]    |
| 26 tháng 9  | Are You Ready?                                 | 아유레디                        | Heo Won | | 10,607             |           |
| 26 tháng 9  | Jit (Act)                                      | 짓                              | Han Jong-hoon                                                                                                   | Seo Tae-hwa, Seo Eun-ah, Kim Hee-jung                                                                                   | 22,889             |           |
| 26 tháng 9  | A Mere Life                                    | 별거숭이                        | Park Sang-hoon                                                                                                  | Kim Min-hyeok, Jang Liu                                                                                                 |                    |           |
| 2 tháng 10  | Ý chí nam nhi                                  | 깡철이                          | Ahn Gwon-tae | Yoo Ah-in, Kim Hae-sook                                                                                                 | 1,209,363          |           |
| 2 tháng 10  | Hy vọng                                        | 소원                            | Lee Joon-ik | Sol Kyung-gu, Uhm Ji-won                                                                                                | 2,711,071          | [ 65 ]    |
| 3 tháng 10  | Love Scene                                     | 러브씬                          | Lee Jung-won, Kim Doo-heon, Moon In-dae                                                                         | Choi Hyeon-ho, Kim Jun-won                                                                                              | 539                |           |
| 8 tháng 10  | The Hero                                       | 히어로                          | Kim Bong-han | Oh Jung-se, Park Chul-min                                                                                               | 23,387             |           |
| 9 tháng 10  | Hwayi: Cậu bé quái vật                         | 화이: 괴물을 삼킨 아이          | Jang Joon-hwan                                                                                                  | Yeo Jin-goo, Kim Yoon-seok                                                                                              | 2,394,453          | [ 66 ]    |
| 17 tháng 10 | Chuyến bay kỳ quặc                             | 롤러코스터                      | Ha Jung-woo | Jung Kyung-ho | 270,148            | [ 67 ]    |
| 17 tháng 10 | Koala                                          | 코알라                          | Kim Ju-hwan | Park Young-seo, Song Yoo-ha                                                                                             | 4,864              |           |
| 17 tháng 10 | Neverdie Butterfly                             | 네버다이 버터플라이             | Jang Hyun-sang                                                                                                  | Shin Jae-seung, Kim Tae-yoon                                                                                            | 787                |           |
| 17 tháng 10 | Em đẹp nhất đêm nay                            | 밤의 여왕                       | Kim Je-yeong | Kim Min-jung, Chun Jung-myung                                                                                           | 252,475            | [ 68 ]    |
| 17 tháng 10 | Silk Flower                                    | 비단꽃길                        | Kim Jeong-wook                                                                                                  | Kim Geum-hwa | 162                |           |
| 17 tháng 10 | Vacation                                       | 바캉스                          | Park Seon-wook                                                                                                  | Yoo Sa-ra, Wi Ji-woong                                                                                                  | 5,051              |           |
| 24 tháng 10 | Đồng phạm                                      | 공범                            | Guk Dong-seok                                                                                                   | Son Ye-jin, Kim Kap-soo                                                                                                 | 1,766,285          | [ 69 ]    |
| 24 tháng 10 | Breed - Her Inside Me                          | 사육 - 내안에 가둔 그녀         | Lee Se-il | Yoo Se-mi | 380                |           |
| 24 tháng 10 | If You Were Me 6                               | 어떤 시선                       | Lee Sang-cheol, Min Yong-keun, Park Jung-bum, Shin A-ga                                                         | Lee Young-seok, Hwang Jae-won                                                                                           | 27,714             | [ 70 ]    |
| 24 tháng 10 | Rough Play                                     | 배우는 배우다                   | Shin Yeon-shick                                                                                                 | Lee Joon | 111,938            | [ 71 ]    |
| 24 tháng 10 | Talking Architecture, City:Hall                | 말하는 건축 시티:홀             | Jeong Jae-eun                                                                                                   | Yu Geol | 2,813              | [ 72 ]    |
| 24 tháng 10 | Top Star                                       | 톱스타                          | Park Joong-hoon                                                                                                 | Uhm Tae-woong, So Yi-hyun, Kim Min-jun                                                                                  | 175,152            | [ 73 ]    |
| 30 tháng 10 | Days of Wrath                                  | 응징자                          | Shin Dong-yeob                                                                                                  | Joo Sang-wook, Yang Dong-geun                                                                                           | 192,347            | [ 74 ]    |
| 30 tháng 10 | Mỹ nam đại chiến                               | 노브레싱                        | Jo Yong-sun | Seo In-guk, Lee Jong-suk                                                                                                | 451,669            | [ 75 ]    |
| 31 tháng 10 | Delicious Love Formula - Sex                   | 맛있는 사랑공식 - 섹스          | Lee Se-il | Yoon Jae-hoon, Yoon Ha-seon                                                                                             | 5,460              |           |
| 31 tháng 10 | Green Chair 2013 - Love Conceptually           | 녹색의자 2013 - 러브 컨셉츄얼리 | Park Chul-soo                                                                                                   | Ha Jin Hye-kyeong, Kim Do-sung                                                                                          |                    | [ 76 ]    |
| 31 tháng 10 | Mango Tree                                     | 망고트리                        | Lee Soo-seong                                                                                                   | Seo Ji-seok, Hong Soo-ah                                                                                                | 7,073              |           |
| 31 tháng 10 | Nora Noh                                       | 노라노                          | Kim Seong-hee                                                                                                   | Nora Noh | 1,543              |           |
| 31 tháng 10 | One of a Kind 3D: G-Dragon 2013 1st World Tour | 원 오브 어 카인드 3D            | Jeong Chi-yeong, Son Seok                                                                                       | G-Dragon | 6,327              | [ 77 ]    |
| 6 tháng 11  | Bản cam kết                                    | 동창생                          | Park Hong-soo                                                                                                   | T.O.P, Han Ye-ri | 1,048,280          | [ 78 ]    |
| 6 tháng 11  | Red Family                                     | 붉은 가족                       | Lee Joo-hyeong                                                                                                  | Kim Yoo-mi, Jung Woo |                    | [ 79 ]    |
| 7 tháng 11  | My Dear Girl, Jin-young                        | 사랑해! 진영아                  | Lee Sung-eun | Kim Gyu-ri, Park Won-sang                                                                                               | 3,873              | [ 80 ]    |
| 7 tháng 11  | Door to the Night                              | 야관문: 욕망의 꽃               | Im Kyeong-soo                                                                                                   | Shin Seong-il, Bae Seul-ki                                                                                              | 4,394              |           |
| 7 tháng 11  | Steel Cold Winter                              | 소녀                            | Choi Jin-sung                                                                                                   | Kim Shi-hoo, Kim Yoon-hye                                                                                               | 19,590             | [ 81 ]    |
| 7 tháng 11  | The Weight                                     | 무게                            | Jeon Kyu-hwan                                                                                                   | Cho Jae-hyun, Park Ji-a                                                                                                 |                    | [ 82 ]    |
| 14 tháng 11 | Black Gospel                                   | 블랙가스펠                      | hisMT Ministry                                                                                                  | Yang Dong-geun, Jung Jun, Kim Yoo-mi                                                                                    | 53,181             | [ 83 ]    |
| 14 tháng 11 | Dead End                                       | 데드엔드                        | Yoon Yeo-chang                                                                                                  | Kim Min-jun |                    |           |
| 14 tháng 11 | The Five                                       | 더 파이브                       | Jeong Yeon-shik                                                                                                 | Kim Sun-a, On Joo-wan                                                                                                   | 731,212            | [ 84 ]    |
| 14 tháng 11 | Friend: The Great Legacy                       | 친구 2                          | Kwak Kyung-taek                                                                                                 | Yu Oh-seong, Kim Woo-bin                                                                                                | 2,969,900          | [ 85 ]    |
| 14 tháng 11 | Ingtoogi: The Battle of Internet Trolls        | 잉투기                          | Um Tae-hwa | Uhm Tae-gu, Ryu Hye-young                                                                                               | 15,128             |           |
| 14 tháng 11 | Kid Cast Away 2013                             | 표류일기                        | Won Seong-jin                                                                                                   | Nalie Lee, Jeon Moo-song                                                                                                |                    |           |
| 21 tháng 11 | House with a Good View - Voyeuristic Desire    | 전망 좋은 하우스 - 관음적 욕망  | Jin Dal-rae | Shin Young-woong, Kim Ji-won                                                                                            | 3,650              |           |
| 21 tháng 11 | The Fake                                       | 사이비                          | Yeon Sang-ho | Yang Ik-june, Oh Jung-se                                                                                                | 20,780             | [ 86 ]    |
| 21 tháng 11 | Marriage Blue                                  | 결혼전야                        | Hong Ji-young                                                                                                   | Kim Hyo-jin, Kim Kang-woo, Lee Yeon-hee, Ju Ji-hoon, Taecyeon, Ma Dong-seok, Guzal Tursunova, Lee Hee-joon, Go Joon-hee | 1,212,843          | [ 87 ]    |
| 21 tháng 11 | Precious Love                                  | 완전 소중한 사랑                | Kim Jin-min | Shim Yi-young, Im Ji-kyu                                                                                                | 15,852             |           |
| 21 tháng 11 | Short! Short! Short! 2013                      | 소설, 영화와 만나다             | Lee Sang-woo, Lee Jin-woo, Park Jin-seong, Park Jin-seok                                                        | (Exit) Han Joo-wan, Cho Yoon-hee (Waltzing on Thunder) Kim Seo-hyung (The Body) Bae Seul-ki, Shin Dong-mi               |                    | [ 88 ]    |
| 21 tháng 11 | Believe Me                                     | 청춘정담                        | Moon In-soo | Go Kyung-pyo, Han Jeon-jin                                                                                              |                    |           |
| 28 tháng 11 | 11 A.M.                                        | 열한시                          | Kim Hyun-seok                                                                                                   | Jung Jae-young, Kim Ok-bin                                                                                              | 870,785            | [ 89 ]    |
| 28 tháng 11 | Beautiful Child                                | 뷰티풀 차일드                   | Lee Seong-soo                                                                                                   | |                    |           |
| 28 tháng 11 | Cat Girl                                       | 고양이 소녀                     | Choi Kyeong-jin                                                                                                 | Lee Soo-wan, Hirosawa Sou                                                                                               |                    |           |
| 28 tháng 11 | Hello?! Orchestra                              | 안녕?! 오케스트라               | Lee Cheol-ha | Richard Yongjae O'Neill                                                                                                 | 13,928             | [ 90 ]    |
| 28 tháng 11 | Lazy Hitchhikers' Tour de Europe               | 잉여들의 히치하이킹             | Lee Ho-jae | Lee Ho-jae, Lee Hyeon-hak                                                                                               | 26,281             |           |
| 28 tháng 11 | Red Vacance Black Wedding 2                    | 붉은 바캉스 검은 웨딩 2         | Choi Wi-an | Moon Ji-young, Kim Jae-rok                                                                                              | 3,840              |           |
| 28 tháng 11 | Tumbleweed                                     | 창수                            | Lee Deok-hee | Im Chang-jung, Ahn Nae-sang                                                                                             | 429,141            |           |
| 5 tháng 12  | Fancy Walk                                     | 화려한 외출                     | Ko Kyeong-ah | Kim Seon-young, Byun Joon-seok                                                                                          | 3,697              |           |
| 5 tháng 12  | Veil                                           | 베일                            | Jeong Chang-hyeon                                                                                               | Yoo Sang-jae, Kim Seung-yeon                                                                                            |                    |           |
| 6 tháng 12  | Queer Movie 20                                 | 퀴어영화 20                     | Baek In-gyu | Jeong Hyo-rak, Yoon Tae-woo                                                                                             |                    |           |
| 11 tháng 12 | The Secret Studio                              | 비밀의 화방                     | Jin Dal-rae | Joo Hye-ri, Song Jeong-eun                                                                                              | 4,630              |           |
| 11 tháng 12 | Đường về nhà                                   | 집으로 가는 길                  | Bang Eun-jin | Jeon Do-yeon, Go Soo | 1,854,702          | [ 91 ]    |
| 12 tháng 12 | Campus S Couple                                | 캠퍼스 S 커플                   | Song Chang-yong                                                                                                 | Choi Phillip, Moon Bo-ryeong                                                                                            |                    |           |
| 12 tháng 12 | Cats and Dogs                                  | 그 강아지 그                    | Min Byeong-woo                                                                                                  | Son Min-ji, Shin Myung-geun                                                                                             | 3,400              |           |
| 12 tháng 12 | Scenery                                        | 풍경                            | Zhang Lu | | 1,256              | [ 92 ]    |
| 18 tháng 12 | The Attorney                                   | 변호인                          | Yang Woo-suk | Song Kang-ho, Kim Young-ae                                                                                              | 11,373,432         | [ 93 ]    |
| 18 tháng 12 | Bắt em đi                                      | 캐치미                          | Lee Hyeon-jong                                                                                                  | Kim Ah-joong, Joo Won                                                                                                   | 480,434            | [ 94 ]    |
| 19 tháng 12 | Beauty Wars                                    | 미녀전쟁                        | Im Jin-seung | Hwang Seong-hwa, Lee Eun-mi                                                                                             |                    |           |
| 19 tháng 12 | Shiva, Throw Your Life                         | 시바, 인생을 던져               | Lee Seong-gyu                                                                                                   | Park Gi-deok, Kim Soo-hyun                                                                                              | 4,029              |           |
| 24 tháng 12 | Truy lùng                                      | 용의자                          | Won Shin-yun | Gong Yoo | 4,131,878          | [ 95 ]    |
| 26 tháng 12 | A Clear Night                                  | 청야                            | Kim Jae-soo | Han Yeo-woon, Kim Ki-bang                                                                                               | 3,752              |           |
| 26 tháng 12 | Do You Hear She Sings?                         | 그녀가 부른다                   | Park Eun-hyeong                                                                                                 | Yoon Jin-seo, Min Seok                                                                                                  | 2,447              |           |